# Wahlströms djurböcker för ungdom
Djurböcker för ungdom var en bokserie i stort format som utgavs av B. Wahlströms bokförlag 1930-1966. Under åren 1967-1978 kallades serien för De bästa djurböckerna 1979-1982 hette serien helt enkelt Wahlströms djurböcker Böckerna är illustrerade med svart/vita teckningar.

## Förteckning
| Volym | Titel                                                                                | Författare               | Utgivningsår |
| ----- | ------------------------------------------------------------------------------------ | ------------------------ | ------------ |
| 1     | Simba, djurens konung: Berättelse för ungdom om Afrikas vilda djur                   | Niels Meyn               | 1930         |
| 2     | Tembo, En berättelse för ungdom om Afrikas elefanter                                 | Niels Meyn               | 1933         |
| 3     | Mono. En apas äventyr i Sydamerikas urskogar                                         | Gustaf Bolinder          | 1934         |
| 4     | Rollo, En schäferhunds äventyr bland Afrikas vilda djur                              | Niels Meyn               | 1934         |
| 5     | Skatan Klas: Berättelse för ungdom om en skatas öden och äventyr                     | Gustav Harder            | 1935         |
| 6     | Hooli-Khan, berättelse för ungdom om en bengalisk tiger                              | Niels Meyn               | 1935         |
| 7     | Nalle. En bok ... om den nordsvenska lantbjörnen och andra djur                      | Niels Meyn               | 1936         |
| 8     | Womba, en berättelse ... om den australiska vildhunden och andra djur                | James M. Downie          | 1936         |
| 9     | Ahmeek: berättelse ... om den kanadensiska bävern och andra djur                     | Gustav Harder            | 1936         |
| 10    | Nanek: Berättelse ... om isbjörnen och andra polardjur                               | Niels Meyn               | 1937         |
| 11    | Mickel Räv                                                                           | Gustav Harder            | 1937         |
| 12    | Claudius, biet                                                                       | John F. Leeming          | 1937         |
| 13    | Kong, ... om den afrikanska gorillan och andra djur                                  | Niels Meyn               | 1938         |
| 14    | Wolf, berättelse för ungdom om en varghund                                           | R. G. Montgomery         | 1938         |
| 15    | Långben, storken                                                                     | Gustav Harder            | 1938         |
| 16    | Punda, tigerhästen. Berättelse ... om sebran och andra djur                          | Walter J. Wilwerding     | 1939         |
| 17    | Pori: Berättelse för ungdom om äventyr bland Afrikas vilda djur                      | Niels Meyn               | 1939         |
| 18    | Jangva, djungellejonet                                                               | Walter J. Wilwerding     | 1939         |
| 19    | Pingvin, berättelse för ungdom om sydhavets pingviner och andra djur                 | Gustav Harder            | 1939         |
| 20    | Warrigal, vildhästen                                                                 | James M. Downie          | 1939         |
| 21    | Azara, berättelse för ungdom om en stövares äventyr i Syd-Amerika                    | Niels Meyn               | 1940         |
| 22    | Kima, av apfolket. Berättelse ... om Östafrikas blå apa och andra djur               | Walter J. Wilwerding     | 1940         |
| 23    | Grizzly, berättelse för ungdom om gråbjörnen i Klippiga bergen                       | Niels Meyn               | 1940         |
| 24    | Onca. Berättelse ... om jaguaren och andra sydamerikanska djur                       | Gustaf Bolinder          | 1940         |
| 25    | Taki: Berättelse för ungdom om vildhästarna i Gobi-öknen                             | Niels Meyn               | 1941         |
| 26    | Ganga, dvärgelefanten                                                                | Gustaf Bolinder          | 1941         |
| 27    | Aquila, berättelse för ungdom om den stora örnen och andra rovfåglar                 | Gustav Harder            | 1941         |
| 28    | Rusty, bergsfåret                                                                    | Lee Willenborg           | 1941         |
| 29    | Raggen: Berättelse för ungdom om en strävhårig foxterrier                            | Gustav Harder            | 1942         |
| 30    | Puman, silverlejonet                                                                 | Gustaf Bolinder          | 1942         |
| 31    | Sarva: Berättelse för ungdom om älgen och andra djur                                 | Niels Meyn               | 1942         |
| 32    | Dama, gazellen                                                                       | Gustaf Bolinder          | 1943         |
| 33    | Måns. Berättelse för ungdom om en vildkatt                                           | Niels Meyn               | 1943         |
| 34    | Melka, berättelse för ungdom om en arabisk unghäst                                   | Joan Penney              | 1943         |
| 35    | Unu: berättelse för ungdom om den sydamerikanska hjorten                             | Gustaf Bolinder          | 1944         |
| 36    | Hops, harungen                                                                       | Felix Salten             | 1944         |
| 37    | Melka i England                                                                      | Joan Penney              | 1944         |
| 38    | Taxman, taxvalpen                                                                    | Gösta Högelin            | 1944         |
| 39    | Selva: berättelse för ungdom om djuren i Sydamerikas stora skogar                    | Gustaf Bolinder          | 1945         |
| 40    | N'Gaga, gorillornas konung: berättelse ... om en skogsgorilla                        | C. Barrington Gyford     | 1945         |
| 41    | Kurre: Berättelse för ungdom om en ekorre                                            | Niels Meyn               | 1945         |
| 42    | Bobri. Berättelse för ungdom om havsuttern                                           | Harold McCracken         | 1946         |
| 43    | Huaco. Berättelse för ungdom om lamadjuret                                           | Gustaf Bolinder          | 1946         |
| 44    | N'dumi, en elefant                                                                   | Walter J. Wilwerding     | 1946         |
| 45    | Macky: Berättelse för ungdom om en skotsk terrier                                    | Gösta Högelin            | 1946         |
| 46    | Carcajou, järven                                                                     | R. G. Montgomery         | 1947         |
| 47    | Lukas, berättelse ... om en ungstare och hans äventyrliga resa till främmande land   | Folke Rösiö              | 1947         |
| 48    | Aivik, valrossen                                                                     | Harold McCracken         | 1947         |
| 49    | Sappi, markattan                                                                     | Gustaf Bolinder          | 1947         |
| 50    | Vackra Svarten                                                                       | Anna Sewell              | 1948         |
| 51    | Ursus, grottbjörnen. En berättelse ... om djur och människor under den stora istiden | Niels Meyn               | 1948         |
| 52    | Gulöga, en järvunge                                                                  | R. G. Montgomery         | 1948         |
| 53    | Pluck, newfoundlandshunden                                                           | Gösta Högelin            | 1948         |
| 54    | Pirre: Berättelse för ungdom om en spets                                             | Uno Modin                | 1949         |
| 55    | Brummi, björnungen                                                                   | R. G. Montgomery         | 1949         |
| 56    | Mamal, urtidens djur                                                                 | Niels Meyn               | 1949         |
| 57    | Bull, den amerikanska buffeln                                                        | Gustaf Bolinder          | 1949         |
| 58    | Zorro, schäferhunden                                                                 | Uno Modin                | 1950         |
| 59    | Abu, schakalen                                                                       | Niels Meyn               | 1950         |
| 60    | Missan. Berättelse för ungdom om en katt                                             | Gösta Högelin            | 1950         |
| 61    | Sham, vindens konung                                                                 | Marguerite Henry         | 1950         |
| 62    | Oso: Andernas svarta björn                                                           | Gustaf Bolinder          | 1951         |
| 63    | Grim, grävlingen                                                                     | Niels Meyn               | 1951         |
| 64    | Pluck och Peggy: Berättelse ... om två newfoundlandshundar                           | Gösta Högelin            | 1951         |
| 65    | Star, unghästen                                                                      | Marguerite Henry         | 1951         |
| 66    | Taggman: berättelse för ungdom om en igelkott                                        | Niels Meyn               | 1952         |
| 67    | Barry: Berättelse för ungdom om en sanktbernhardshund                                | Uno Modin                | 1952         |
| 68    | Oba, den vita buffeln                                                                | Harold McCracken         | 1952         |
| 69    | Russi, gotlandsrusset                                                                | Gösta Högelin            | 1952         |
| 70    | Zorro som polishund                                                                  | Uno Modin                | 1953         |
| 71    | Boomer, kängurun                                                                     | Niels Meyn               | 1953         |
| 72    | Fox, rödräven                                                                        | Josep Wharton Lippincott | 1953         |
| 73    | Maias, orangutangen: Berättelse för ungdom om en människoapa                         | Niels Meyn               | 1954         |
| 74    | Ilka, travaren                                                                       | Gösta Högelin            | 1954         |
| 75    | Lo, berättelsen om ett lodjur                                                        | Uno Modin                | 1954         |
| 76    | Jambo, bullterriern                                                                  | S. R. Rommerud           | 1954         |
| 77    | Tirol, lipzzanerhingsten                                                             | Uno Modin                | 1955         |
| 78    | Terry, foxterriern                                                                   | Gösta Högelin            | 1955         |
| 79    | Bamse, alaskabjörnen                                                                 | Harold McCracken         | 1955         |
| 80    | Mäster, skeppskatten                                                                 | Niels Meyn               | 1955         |
| 81    | Djingis, afghanhunden                                                                | Uno Modin                | 1956         |
| 82    | Zoria, mustangen                                                                     | Gösta Högelin            | 1956         |
| 83    | Misty, hästen från havet                                                             | Marguerite Henry         | 1956         |
| 84    | Mazir, den vita kamelen                                                              | Swen Wernström           | 1956         |
| 85    | Illuster, olympiasegraren                                                            | Uno Modin                | 1957         |
| 86    | Kalak, isbjörnen                                                                     | Jim Kjelgaard            | 1957         |
| 87    | Njaga, strutsen                                                                      | Swen Wernström           | 1957         |
| 88    | Blixten, mustangen                                                                   | Gösta Högelin            | 1957         |
| 89    | Tarpa, vildhästen                                                                    | Swen Wernström           | 1958         |
| 90    | Gyllene Svarten, galopphästen                                                        | Marguerite Henry         | 1958         |
| 91    | Brandklipparen, Karl XII:s stridshäst                                                | Uno Modin                | 1958         |
| 92    | Bento, den svarta hästen                                                             | Ditha Holesch            | 1959         |
| 93    | Rödrock, berättelsen om en räv                                                       | Gösta Högelin            | 1959         |
| 94    | Kuban, kosackhästen                                                                  | Uno Modin                | 1959         |
| 95    | Zita, geparden                                                                       | Swen Wernström           | 1959         |
| 96    | Hauk, jaktfalken                                                                     | Swen Wernström           | 1960         |
| 97    | Midnight, en hästs äventyr under amerikanska inbördeskriget                          | Uno Modin                | 1960         |
| 98    | Tarka, uttern                                                                        | Henry Williamson         | 1960         |
| 99    | Lola, puman                                                                          | Helen Griffiths          | 1960         |
| 100   | Bonni, det övergivna rådjurskidet                                                    | Uno Modin                | 1961         |
| 101   | Den otroliga färden                                                                  | Sheila Burnford          | 1961         |
| 102   | Sombra, jaguarungen som blev människoätare                                           | Swen Wernström           | 1961         |
| 103   | Rosina, en berömd hästs sällsamma levnadsöde                                         | Kitty Barne              | 1961         |
| 104   | Cleo,en cirkushäst                                                                   | Uno Modin                | 1962         |
| 105   | Brunpäls, en bäver                                                                   | Sven Martinson           | 1962         |
| 106   | Pampa, Drömhästen                                                                    | Helen Griffiths          | 1962         |
| 107   | Silvervargen, vildhunden                                                             | Jack O'Brien             | 1962         |
| 108   | Glitre, en fjordhäst                                                                 | Uno Modin                | 1963         |
| 109   | Mij, den tama uttern                                                                 | Gavin Maxwell            | 1963         |
| 110   | Fuego, Bentos son                                                                    | Ditha Holesch            | 1963         |
| 111   | Silvervargen till räddning                                                           | Jack O'Brien             | 1963         |
| 112   | Silvervargen till attack                                                             | Jack O'Brien             | 1964         |
| 113   | Stormy, Mistys föl                                                                   | Marguerite Henry         | 1964         |
| 114   | Bruja, den otämjbara                                                                 | Helen Griffiths          | 1964         |
| 115   | Karagu, en stenbock                                                                  | Karl Bruckner            | 1964         |
| 116   | Silvervargens hämnd: en djurskildring från vildmarken                                | Jack O'Brien             | 1965         |
| 117   | Simo, delfinen                                                                       | Uno Modin                | 1965         |
| 118   | Coyote, prärievargen                                                                 | Josep Wharton Lippincott | 1965         |
| 119   | Rosalind, den oslagbara travaren                                                     | Marguerite Henry         | 1965         |
| 120   | Silvervargen på farlig jakt                                                          | Albert G. Miller         | 1966         |
| 121   | Borina, den vita hingsten                                                            | Marguerite Henry         | 1966         |